# Kornikojad
Kornikojad (Nudobius) – rodzaj chrząszczy z rodziny kusakowatych i podrodziny kusaków.
Rodzaj ten został wprowadzony w 1860 roku przez Carla Gustafa Thomsona.
Chrząszcze o silnie wydłużonym ciele. Głowa ma słabo widoczne, płytkie, silnie zbieżne ku tyłowi zewnętrzne bruzdy czołowe, wyraźne środkowe bruzdy czołowe, przednią krawędź czoła między bruzdami środkowymi mocno wystającą w przód oraz słabo zaokrąglone, kilkakrotnie dłuższe od oczu skronie. Dłuższe od głowy czułki mają nasadowy człon maczugowaty, a człony od czwartego wzwyż niespłaszczone. Aparat gębowy cechują silne żuwaczki z dużym, tępym zębem pośrodku długości krawędzi wewnętrznej. Głaszczki szczękowe mają człon końcowy nieco dłuższy i nieco węższy od poprzedniego. Przedplecze ma boczny brzeg w tylnej połowie długości zagięty w dół i na poziomie przednich bioder połączony z dolną krawędzią epipleury przedtułowia. Odnóża są krępo zbudowane, o goleniach uzbrojonych kolcami.
Przedstawiciele rodzaju występują w krainach: palearktycznej, nearktycznej, neotropikalnej i etiopskiej. Żyją na drzewach. W Polsce stwierdzono tylko kornikojada świerkowego (zobacz też: kusakowate Polski)
Należy tu 45 opisanych gatunków:

- Nudobius abessinus Bernhauer, 1915
- Nudobius africanus Bernhauer, 1912
- Nudobius apicipennis Sharp, 1889
- Nudobius arizonicus Casey, 1906
- Nudobius bipustulatus Bernhauer, 1937
- Nudobius brincki Scheerpeltz, 1974
- Nudobius burgeoni Bernhauer, 1934
- Nudobius canariensis Israelson, 1969
- Nudobius cavicola Cameron, 1938
- Nudobius celatus Sharp, 1885
- Nudobius cephalus (Say, 1830)
- Nudobius cinctipennis Scheerpeltz, 1956
- Nudobius circularis Smetana, 1980
- Nudobius collaris (Erichson, 1839)
- Nudobius coloriventris Bernhauer, 1915
- Nudobius concinnus Tottenham, 1956
- Nudobius congoensis Scheerpeltz, 1956
- Nudobius cypriacus Coiffait, 1956
- Nudobius formosanus Shibata, 1973
- Nudobius lentus (Gravenhorst, 1806) – kornikojad świerkowy
- Nudobius luridipennis Casey, 1906
- Nudobius magnus Cameron, 1951
- Nudobius meruensis Cameron, 1951
- Nudobius morosus Tottenham, 1939
- Nudobius nigriventris Zheng, 1994
- Nudobius nigrocyaneus Chapman, 1939
- Nudobius opacinus Tottenham, 1956
- Nudobius pictipennis Fauvel, 1904
- Nudobius pleuralis (Sharp, 1874)
- Nudobius praecellens Bernhauer, 1915
- Nudobius proximus Bernhauer, 1915
- Nudobius pugetanus Casey, 1906
- Nudobius pulcher Tottenham, 1956
- Nudobius quadriceps Cameron, 1929
- Nudobius quadrimaculatus (Eichelbaum, 1910)
- Nudobius rudebecki Scheerpeltz, 1974
- Nudobius schedli Scheerpeltz, 1956
- Nudobius schlueteri Scheerpeltz, 1956
- Nudobius singularis Smetana, 1982
- Nudobius subviridipennis (Bernhauer, 1912)
- Nudobius tuniseus Coiffait, 1956
- Nudobius turcicus Coiffait, 1978
- Nudobius umbratus (Motschulsky, 1860)